# Karol G
Carolina Giraldo Navarro (Medellín, 14 de fevereiro de 1991), conhecida profissionalmente como Karol G (estilizada em caixa alta), é uma cantora e compositora colombiana. Desde o fim da década de 2010 que ela é um dos nomes mais bem-sucedidos do cenário pop hispano-americano, tanto em nível de América como em nível mundial. Ela é predominantemente descrita como uma artista de reggaeton e trap latino, mas já experimentou uma variedade de outros gêneros, incluindo reggae e sertanejo. Também é conhecida por sua proeminente presença feminina no cenário do reggaeton. Em 2018, ela ganhou o Grammy Latino de Melhor Artista Nova, e foi indicada para vários Billboard Latin Music Awards e Premios Lo Nuestro.
Nascida e criada em Medellín, Giraldo lançou sua carreira como adolescente, aparecendo no spinoff colombiano do The X Factor. Ela se mudou para Nova York em 2014 para aprender mais sobre a indústria da música e assinou com a Universal Music Latin. Sua colaboração com o cantor porto-riquenho Bad Bunny, "Ahora Me Llama", tornou-se o seu primeiro hit, e foi o primeiro single de seu álbum de estréia, Unstoppable, lançado em 2017. No final de 2018, sua canção "Secreto" tornou-se um sucesso na América Latina, pois ela e Anuel AA confirmaram publicamente sua relação no videoclipe.
Em julho de 2019, ela lançou "China" em colaboração com Anuel AA, J Balvin, Daddy Yankee e Ozuna, que se tornou seu primeiro clipe com mais de um bilhão de visualizações no YouTube. Em maio de 2019, ela lançou o álbum Ocean, que serviu como uma saída estilística de Unstoppable, incorporando uma atmosfera mais descontraída em seu trabalho. "Tusa", sua canção com a rapper trinidiana Nicki Minaj, se tornou um sucesso internacional e foi certificada 21x platina (latina) pela Recording Industry Association of America (RIAA), permanecendo na Billboard Hot Latin Songs por 25 semanas. Giraldo lançou seu quarto álbum, Mañana Será Bonito, em março de 2023; o disco foi imediatamente reconhecido como o primeiro álbum totalmente em espanhol por uma artista feminina a estrear em primeiro lugar na Billboard 200, dos EUA. Ela obteve seu single de melhor desempenho na tabela estadunidense Billboard Hot 100 com a música "TQG", uma colaboração com a compatriota Shakira, alcançando a 7ª posição. No início de 2024, ela recebeu seu primeiro prêmio Grammy, na 66.ª cerimônia, na categoria Álbum de Música Urbana.

## Biografia
Carolina Giraldo Navarro nasceu em 14 de fevereiro de 1991, em Medellín, Colômbia, a mais nova de três crianças. Aos quatorze anos, ela apareceu na versão colombiana do The X Factor. Alguns anos após sua apresentação no programa, ela obteve seu primeiro contrato discográfico com a Flamingo Records (Colômbia) & Diamond Music (Porto Rico) e escolheu "Karol G" como seu nome artístico. Logo depois, ela se apresentou com J Balvin em uma festa de debutante.

## Carreira

### 2007–2016: Início e contrato com Universal Music Latin
Nos anos seguintes, ela gravou e lançou esporadicamente músicas, incluindo "En La Playa" em 2007, "Por Ti" em 2008, "Dime Que Si" em 2009 e "Mil Maneras" em 2010. Ela estudou música na Universidade de Antioquia e serviu como vocalista de apoio em canções para outros artistas durante seus estudos, incluindo Reykon, gravando as canções "Tu Juguete" em 2011 e "301" em 2012. Pouco depois, ela viajou para Miami para se encontrar com a Universal Records, que se recusou a assiná-la, temendo que uma mulher não tivesse sucesso no gênero reggaeton.
Em resposta à decisão da Universal Music, ela e seu pai decidiram promover sua carreira de forma independente, fazendo uma extensa turnê pela Colômbia em faculdades, clubes e festivais. Karol G lembrou: "Eu sempre disse que se tivéssemos ganho dinheiro por milhas, seríamos milionários". Foi um longo processo... e por causa dele, eu posso realmente aproveitar o que está acontecendo agora". O aumento da publicidade através destas turnês levou a sua colaboração em 2013 com Nicky Jam na canção "Amor de Dos". No entanto, achando que sua carreira não estava progredindo o suficiente, Karol G mudou-se para Nova York em 2014. Impelida por um anúncio no metrô, ela teve aulas de administração de empresas musicais, o que a ajudou a aprender sobre a indústria e a motivou a continuar sua carreira. Sua canção "Ricos Besos", de 2014, se tornou um sucesso na Colômbia. Em 2016, ela assinou com a Universal Music Latin.

### 2017–18: Sucesso mundial eUnstoppable

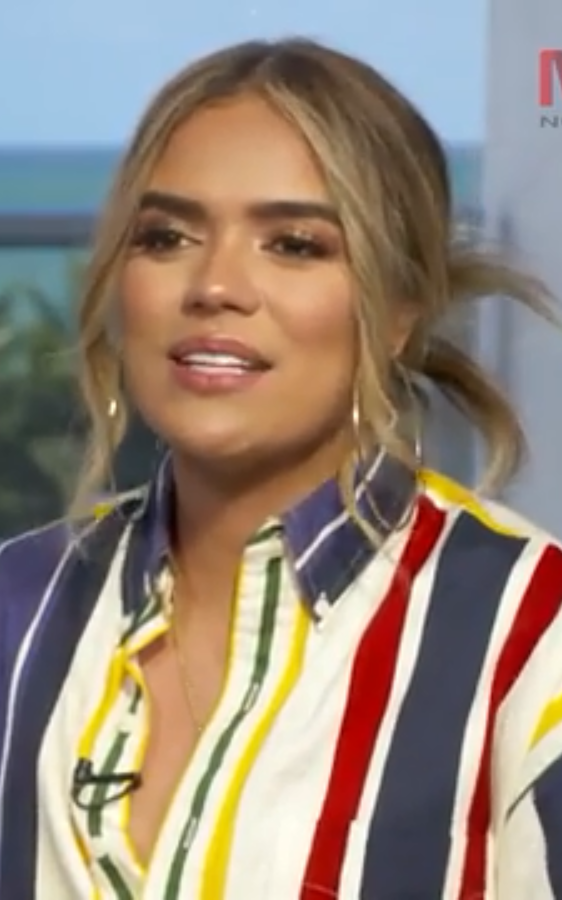
Karol G em outubro de 2018.

Em janeiro de 2017, Karol G juntou-se ao talent show Pequeños Gigantes USA como técnica, oferecendo conselhos às crianças de 6-11 anos de idade que se apresentam no programa. Em maio daquele ano, sua colaboração com o artista porto-riquenho Bad Bunny em "Ahora Me Llama" tornou-se considerada como seu primeiro hit. O vídeo obteve mais de 756 milhões de visualizações no YouTube e chegou ao número dez da Billboard Hot Latin Songs. A canção foi descrita por Marty Preciado, da NPR, como um "hino trap sem desculpas para o poder da feminilidade" e "que desafia a masculinidade hegemônica, cantando sobre respeito, amor e decisões sexo-positivas". De acordo com Ecleen Luzmila Caraballo, da Rolling Stone, "foi então que Giraldo se juntou à onda pop urbana cada vez mais global e se estabeleceu como um de seus atos mais marcantes". "Ahora Me Llama" foi listada no "Alt.Latino's Favorites": As Canções de 2017" como uma das melhores canções latinas de 2017.
"Ahora Me Llama" foi o primeiro single de seu álbum de estúdio de estréia, Unstoppable, que foi lançado em outubro de 2017 e estreou no número dois da Billboard Top Latin Albums. Thom Jurek de Allmusic chamou Unstoppable de "a primeira entrada sólida de uma mulher no movimento do trap latino". Em março de 2018, a cantora lançou o vídeo musical inspirado na estética de selva para seu single "Pineapple". Nesse mesmo mês, ela foi anunciada como finalista da categoria de "Female Hot Latin Songs Artist of the Year" na Billboard Latin Music Awards. Ainda em 2018, ela lançou os singles "Culpables", com o rapper porto-riquenho Anuel AA, e "Mi Cama". "Culpables" atingiu o número oito na Billboard Hot Latin Songs, enquanto o remix de "Mi Cama" com J Balvin e Nicky Jam atingiu o número seis na mesma tabela.

### 2019–2021:OceaneKG0516

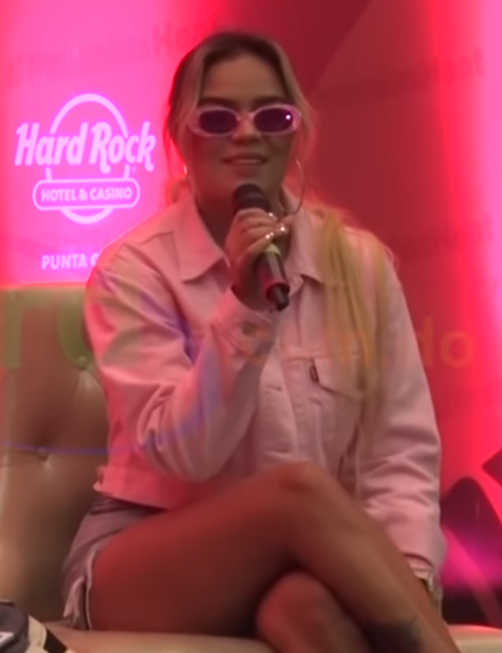
Karol G em Punta Cana, República Dominicana, em 2019.

Em janeiro de 2019, a cantora lançou o single "Secreto" com o rapper porto-riquenho Anuel AA, confirmando a relação romântica entre os dois artistas no vídeo musical que acompanhava a música. O single alcançou o número 68 na Billboard Hot 100 e o número 5 na Hot Latin Songs. A música foi inspirada no período de tempo em que Anuel AA e Karol G namoravam, mas ainda não tinham discutido publicamente sua relação. O vídeo estético do casal de poder conseguiu comparações com Beyoncé e Jay-Z, assim como com Jennifer Lopez e Marc Anthony. Ela lançou o álbum Ocean em 3 de maio de 2019. O álbum foi inspirado por um momento de descanso que ela viveu na praia da ilha espanhola de Tenerife, e ela viajou para as praias das ilhas Turcas e Caicos e São Martinho para atrair mais inspiração para o álbum. Elias Leight, da Rolling Stone, reviu o álbum afirmando: "O poder de Ocean é um pouco diminuído pelo fato de um terço destas canções já terem sido lançadas", mas opinou que "as demais faixas são impressionantemente variadas".
Em julho de 2019, Karol G colaborou com Anuel AA, Daddy Yankee, Ozuna e J Balvin na canção "China". A canção contém um sample do single de 2000 de Shaggy, "It Wasn't Me". "China" estreou no número dois da Billboard Hot Latin Songs na edição de 3 de agosto de 2019, e entrou nas paradas Latin Digital Songs e Latin Streaming Songs com 1.000 downloads vendidos e 14,1 milhões de streams. "China" foi incluída na lista da Rolling Stone dos 10 Melhores Vídeos de Música Latina de julho. Sua colaboração com a rapper americana Nicki Minaj na música "Tusa" foi certificada como 21x platina pela Associação Americana da Indústria de Gravação. Karol G estreou a música na televisão americana no The Tonight Show Starring Jimmy Fallon em 10 de janeiro de 2020. A música atingiu o número um na Billboard Hot Latin Songs em 23 de novembro de 2019 e permaneceu na tabela por 25 semanas.
Em abril de 2020, Karol G lançou o single e vídeo para "Follow" com Anuel AA, gravando sua totalidade enquanto estava em quarentena em Miami devido à pandemia da COVID-19. Ela também colaborou com os Jonas Brothers na canção "X", que apareceu pela primeira vez nos créditos finais do documentário do grupo Happiness Continues. Karol G e os Jonas Brothers filmaram o vídeo musical que acompanhava a música em seus iPhones, usando a filmagem combinada como uma "maneira inteligente de contornar o desafio óbvio de tentar filmar um vídeo musical durante a crise da COVID-19". Em outubro, "Bichota" foi lançado como single oficial do álbum, tornando-se viral online.
Em 17 de março de 2021, Karol G anunciou o lançamento de seu próximo álbum, bem como sua data de lançamento e capa por meio de um vídeo de meio minuto. A trilha foi anunciada em 22 de março e, em 26 de março, KG0516 foi lançado. Karol G lançou "Sejodioto" em 21 de setembro de 2021. A música se tornou um sucesso comercial e foi indicada para Gravação do Ano e Canção do Ano. Em outubro de 2021, Karol G se uniu a Smirnoff para a campanha “Sabor for the People”. Como parte do acordo, seu Bichota Tour é apresentado pela Smirnoff.

### 2022–presente:Mañana Será Bonito
No dia 14 de fevereiro de 2022, Karol G e Crocs anunciaram uma parceria ao revelar duas silhuetas de calçados diferentes. Em abril de 2022, "Provenza" foi lançado como primeiro single do então não anunciado álbum, Mañana Será Bonito, tornando-se viral online. O título refere-se a um bairro de Medellín. Em agosto de 2022, a cantora lançou "Gatúbela" ao lado do rapper porto-riquenho Maldy da dupla de reggaeton Plan B. A música traz uma batida característica da velha guarda do reggaeton dos anos 2000, com ritmo dembow. Seu videoclipe foi inicialmente banido online em certos países por ser sexualmente provocativo, embora mais tarde tenha sido disponibilizado, pois nenhuma nudez real foi detectada. O vídeo também se inspira em filmes de terror mais antigos (já que sua personagem mulher-gato pode ser vista coberta de sangue no final) e é o primeiro a mostrar o cabelo ruivo tingido de Karol G.
Em 19 de fevereiro de 2023, Karol G esteve entre as atrações principais do famoso Festival Internacional da Canção de Viña del Mar, em Valparaíso, Chile, onde apresentou um show transmitido ao vivo para mais de 15.000 fãs. No dia 24 de fevereiro foi lançado Mañana Será Bonito, que tornou-se o primeiro álbum totalmente em espanhol de uma artista feminina a alcançar o topo da Billboard 200 dos Estados Unidos. Já "TQG", com a participação da compatriota Shakira, tornou-se o seu single de maior sucesso na Billboard Hot 100, chegando ao sétimo lugar. O projeto recebeu sete indicações a 24.ª cerimônia do Grammy Latino, ganhando três prêmios, incluindo Álbum do Ano. Na 66.ª edição do Grammy Awards, recebeu uma indicação vitoriosa a Melhor Álbum de Música Urbana.
Em junho de 2023, Karol G assinou com a Interscope Records. Em 2 de junho de 2023, a cantora lançou "Watati", um single promocional de Barbie: The Album que contou com a participação do artista panamenho de reggaeton Aldo Ranks. O videoclipe foi lançado em 15 de junho de 2023. Karol G lançou a música "S91" em 13 de julho de 2023, junto com um videoclipe dirigido por Pedro Artola. No dia 11 de agosto de 2023 Karol G lançou uma mixtape complementar a Mañana Será Bonito, chamada Mañana Será Bonito (Bichota Season). Inclui o single principal "S91" e um segundo single intitulado "Mi Ex Tenía Razón", lançado no mesmo dia de sua mixtape. O álbum inclui colaborações com Peso Pluma, Kali Uchis, Tiësto, entre outros.
Em 25 de janeiro de 2024, fez sua estreia como atriz interpretando a personagem Carla na minissérie da Netflix intitulada Griselda, estrelada por Sofía Vergara, baseado na história de Griselda Blanco, uma notória traficante colombiana.

## Características musicais
A música de Karol G foi descrita como predominantemente reggaeton e trap latino. No entanto, ela experimentou uma variedade de outros gêneros em seu trabalho. Seu álbum Ocean apresenta uma ampla gama de experimentações estilísticas. Colaborou com a dupla brasileira Simone & Simaria na canção em espanhola e português "La Vida Continuó", que contém influências do gênero sertanejo.

### Influências
Karol G cita o apelo global das cantoras Beyoncé, Rihanna, Selena Quintanilla e Shakira como grandes influências em seu trabalho e o nível de reconhecimento global que ela espera alcançar. A artista tem uma tatuagem com o rosto de Rihanna e Quintanilla, junto com seu próprio rosto, em seu antebraço direito. Outras influências incluem Christina Aguilera,Anahí, Thalía, Spice Girls, Bee Gees e Red Hot Chili Peppers.

## Imagem pública

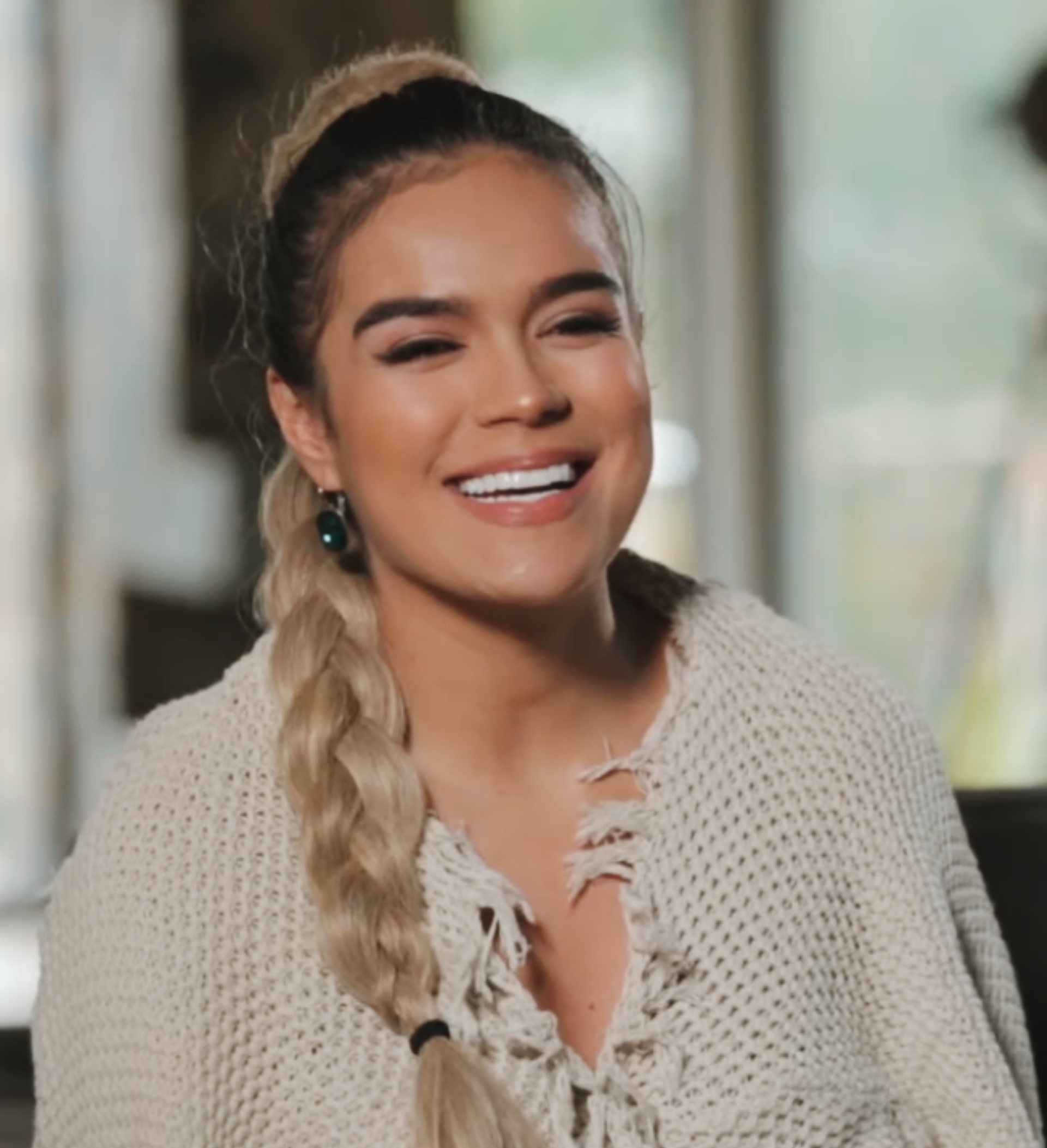
Karol G em 2018

Ecleen Luzmila Caraballo da Rolling Stone descreve o estilo de vestir de Karol G como "feminino e sexy, mas esportivo e moleca - mas nunca [bonitinho]". Gary Suarez, da Vice, observa que em seus videoclipes, "ela exala uma positividade sexual que reflete uma imagem de diva poderosa na frente e no centro, ao invés dos colares de olhos frequentemente encontrados em visuais urbanos". Karol G tem muitos seguidores LGBT, e a cantora expressou admiração por seus fãs gays explicando: "Eu amo pessoas que podem sair pelo mundo e ser destemidas ... Isso é algo que admiro muito dessa comunidade. Eles têm uma bela energia". Ela se recusou a gravar "Sin Pijama", que mais tarde se tornou um sucesso para Becky G e Natti Natasha, por causa de uma letra sobre fumar maconha na música. Karol G, que não fuma maconha, sentiu que a música não representava seu verdadeiro estilo de vida. Para seu álbum Ocean, Karol G se afastou da imagem polida da capa do álbum Unstoppable, com a artista explicando: "Eu fiz a foto sem maquiagem, super natural. Porque é assim que eu quero que as pessoas ouçam minha música agora".

## Vida pessoal
Karol G é uma defensora vocal das artes e da cultura em sua cidade natal, Medellín, Colômbia. Em maio de 2020, ela disse ao blog de viagens The Faux Traveller, "É uma cidade linda com tantas pessoas amigáveis e estamos cercados por montanhas e tudo mais. Temos cantores, artistas e estamos criando ótimos filmes também. Se você tinha que adicionar apenas uma parada na sua lista, eu teria que recomendar Llanogrande. É um lugar verde com belas vistas e todo mundo de Medellín costuma ir nos fins de semana. Llanogrande trará momentos muito divertidos com a família e amigos".

### Relacionamentos
Karol G conheceu o rapper porto-riquenho Anuel AA em agosto de 2018 no set do videoclipe de sua canção "Culpables", um mês após sua libertação da prisão. Em janeiro de 2019, o casal confirmou seu relacionamento. Em 25 de abril de 2019, Karol G chegou ao Billboard Latin Music Awards usando uma aliança de casamento de diamante, confirmando o noivado do casal. Em 20 de abril de 2021, Anuel AA e Karol G confirmaram que haviam encerrado o relacionamento. Desde o início de 2023, Karol G está namorando com o também cantor colombiano Feid.

## Discografia

### Álbuns de estúdio
- Unstoppable (2017)
- Ocean (2019)
- KG0516 (2021)
- Mañana Será Bonito (2023)
- Tropicoqueta (2025)

### Mixtapes
- Super Single (2013)
- Mañana Será Bonito (Bichota Season) (2023)

## Turnês
- Culpables Tour (2019)
- Ocean Tour (2019-2020)
- Bichota Tour (2021–22)
- Mañana Será Bonito Tour (2023–24)

## Filmografia

### Televisão
| Ano  | Título                     | Personagem | Notas        | Ref.   |
| ---- | -------------------------- | ---------- | ------------ | ------ |
| 2024 | Griselda                   | Carla      |              | [ 73 ] |
| 2025 | Karol G: Mañana Fue Bonito | Si mesma   | Documentário | [ 74 ] |

## Prêmios e indicações

### Grammy Latino
| Ano  | Categoria                        | Recipiente | Resultado |
| ---- | -------------------------------- | ---------- | --------- |
| 2018 | Melhor Artista Revelação         | Karol G    | Venceu    |
| 2018 | Melhor Canção Urbana             | "Mi Cama"  | Indicada  |
| 2020 | Canção do Ano                    | "Tusa"     | Indicada  |
| 2020 | Gravação do Ano                  | "Tusa"     | Indicada  |
| 2020 | Gravação do Ano                  | "China"    | Indicada  |
| 2020 | Mehor Fusão/Interpretação Urbana | "China"    | Indicada  |